# Sorkokret
Sorkokret (Uropsilus) – rodzaj ssaków z podrodziny sorkokretów (Uropsilinae) w obrębie rodziny kretowatych (Talpidae).

## Rozmieszczenie geograficzne
Rodzaj obejmuje gatunki występujące w Chińskiej Republice Ludowej, Wietnamie i być może Mjanmie.

## Morfologia
Długość ciała (bez ogona) 65–83 mm, długość ogona 50–75 mm, długość ucha 5,5–9 mm, długość tylnej stopy 12–17,5 mm; masa ciała 5,9–11,2 g.

## Systematyka
Rodzaj zdefiniował w 1871 roku francuski zoolog Alphonse Milne-Edwards w notce opublikowanej w artykule autorstwa francuskiego botanika i zoologa Armanda Davida zatytułowanym Sprawozdanie skierowany do panów profesorów-administratorów Muzeum Historii Naturalnej, opublikowanym w czasopiśmie „Nouvelles archives du Muséum d’histoire naturelle”. Gatunkiem typowym jest (oznaczenie monotypowe) sorkokret ryjówkonogi (U. soricipes).

### Etymologia
- Uropsilus: gr. ουρα oura ‘ogon’; ψιλός psilos ‘nagi’[11].
- Nasillus: łac. nasus ‘nos’[12]; przyrostek zdrabniający -illus[13]. Gatunek typowy (oznaczenie monotypowe): Nasillus gracilis O. Thomas, 1911.
- Rhynchonax: gr. ῥυγχος rhunkhos ‘pysk, ryj’[14]; αναξ anax, ανακτος anaktos ‘król, pan’[15]. Gatunek typowy (oznaczenie monotypowe): Rhynchonax andersoni O. Thomas, 1911.

### Podział systematyczny
Do rodzaju należą następujące gatunki:
| Grafika | Gatunek                  | Autor i rok opisu | Nazwa zwyczajowa      | Podgatunki         | Rozmieszczenie geograficzne | Podstawowe wymiary                                | Status IUCN |
| ------- | ------------------------ | --- | --------------------- | ------------------ | --- | ------------------------------------------------- | ----------- |
|         | Uropsilus investigator   | (O. Thomas, 1922) | sorkokret wścibski    | gatunek monotypowy | endemit Chińskiej Republiki Ludowej (północno-zachodni Junnan; być może północno-wschodnia Mjanma); zakres wysokości: 3600–4600 m n.p.m.                                                           | DC: 6,7–8,3 cm DO: 5,4–7,5 cm MC: brak danych     | DD          |
|         | Uropsilus nivatus        | (G.M. Allen, 1923) |                       | gatunek monotypowy | endemit Chińskiej Republiki Ludowej (północno-zachodni Junnan ((na wschód od rzeki Saluin, w pobliżu Lijiang i na północ od Dali); być może północna Mjanma); zakres wysokości: 3000–3600 m n.p.m. | DC: 6,8–7,4 cm DO: 5,7–6,5 cm MC: 5,9–7,5 g       | NE          |
|         | Uropsilus aequodonenia   | Liu Yang, Liu Shaoying, Sun Zhiyu, Guo Peng, Fan Zhenxin & Murphy, 2013                                                                            |                       | gatunek monotypowy | endemit Chińskiej Republiki Ludowej (południowo-zachodni Syczuan (mały obszar otoczony rzekami Dadu, Jinsha i Jalu)); zakres wysokości: 2430–3100 m n.p.m.                                         | DC: 7,2–8,2 cm DO: 6,7–7,3 cm MC: około 11 g      | NE          |
|         | Uropsilus andersoni      | (O. Thomas, 1911) | sorkokret syczuański  | gatunek monotypowy | endemit Chińskiej Republiki Ludowej (środkowy Syczuan (Emei Shan i przległy obszar)) | DC: 6,5–8,3 cm DO: 5,9–7,2 cm MC: 7,4–11,2 g      | DD          |
|         | Uropsilus gracilis       | (O. Thomas, 1911) | sorkokret smukły      | gatunek monotypowy | endemit Chińskiej Republiki Ludowej (Shaanxi, Syczuan, Chongqing i Junnan) | DC: około 6,6 cm DO: około 5,5 cm MC: brak danych | LC          |
|         | Uropsilus atronates      | (G.M. Allen, 1923) |                       | gatunek monotypowy | endemit Chińskiej Republiki Ludowej (środkowy Junnan (obszar na południe od Dali, pomiędzy rzekami Saluin i Mekong)); zakres wysokości: około 2135 m n.p.m.                                        | DC: około 6,7 cm DO: około 5,7 cm MC: brak danych | NE          |
|         | Uropsilus fansipanensis  | Bui Tuan Hai, Okabe, Le Hoang Tu Linh, Nguyen Thi Ngan & Motokawa, 2023                                                                            |                       | gatunek monotypowy | endemit Wietnamu (znany tylko z miejsca typowego na górze Phan Xi Păng, w Parku Narodowym Hoàng Liên, w Lào Cai); zakres wysokości: 2800–2900 m n.p.m.                                             | DC: 7,4–7,8 cm DO: 6,1–6,3 cm MC: 8 g             | NE          |
|         | Uropsilus dabieshanensis | Hu Tingli, Xu Zhen, Zhang Heng, Liu Yingxun, Liao Rui, Yang Guangdao, Sun Ruolei, Shi Jie, Ban Qian, Li Chunlin, Liu Shaoying & Zhang Baowei, 2021 |                       | gatunek monotypowy | endemit Chińskiej Republiki Ludowej (Anhui (rezerwaty przyrody Yaoluoping i Huoshan Foziling)); zakres wysokości: 1065–1275 m n.p.m.                                                               | DC: 6,6–8,2 cm DO: 5,2–5,4 cm MC: 6,2–8,9 g       | NE          |
|         | Uropsilus huanggangensis | Chen Zhongzheng, Jiang Xuelong & Ren Xueyang, 2023                                                                                                 |                       | gatunek monotypowy | endemit Chińskiej Republiki Ludowej (znany tylko z miejsca typowego na górze Huanggang, w Parku Narodowym Wuyishan, w Jiangxi); zakres wysokości: 1830–2060 m n.p.m.                               | DC: 7,1–7,4 cm DO: 5,7–6,5 cm MC: 8,2–9,2 g       | NE          |
|         | Uropsilus funiushanensis | Jiang Haijun & J. Lu, 2025 |                       | gatunek monotypowy | endemit Chińskiej Republiki Ludowej: Hubei i Henan; zakres wysokości: 889–2100 m n.p.m. | DC: 6,6–7,8 cm DO: 5,3–6,3 cm MC: brak danych     | NE          |
|         | Uropsilus soricipes      | A. Milne-Edwards, 1871 | sorkokret ryjówkonogi | gatunek monotypowy | endemit Chińskiej Republiki Ludowej (Gansu, Shaanxi, Syczian i Junnan); zakres wysokości: poniżej 2200 m n.p.m.                                                                                    | DC: 6,6–8 cm DO: 5–6,9 cm MC: brak danych         | LC          |

Kategorie IUCN:  LC  – gatunek najmniejszej troski,  DD  – gatunki o nieokreślonym stopniu zagrożenia;  NE  – gatunki niepoddane jeszcze ocenie.